# 温子と隼人のアクエリ放送局
アクエリTV（アクエリティーヴィー）は2004年10月1日から2013年2月19日まで、音泉とBEWEで配信されていた「アクエリアンエイジ」（以下、アクエリ）と連動のインターネットラジオ番組。内容は前番組の『浪川大輔と新谷良子のカオシック×アクエリアンナイト』から継承している。2010年3月30日までのタイトルは『温子と隼人のアクエリ放送局』（あつことはやとのアクエリほうそうきょく）。

## パーソナリティー
- 榎本温子
- 伊東隼人

### アシスタント
- 近藤佳奈子
- 廣田詩夢

### その他

#### スタッフ兼アクエリ対戦者
- やまけん
- メガネドットコム（AD・中曽聡太郎）
- T氏（アクエリプロデューサー・寺田雄次郎）

## 放送
- 2004年10月1日～2005年10月28日（#1~#57）

地上波のラジオ関西で毎週金曜（26:30~27:00）にBroccoli The Night内で放送
（→地上波の後番組は「ラジオトゥルーティアーズ るいと穂香の瑞鳳学園放送部(T_T)」）
音泉では本放送より5日後の毎週水曜日に配信されていた。
- 2005年11月8日～2010年3月30日（#58～#280）

音泉にて毎週火曜日に更新、2006年2月からはBEWEでも同じ曜日に配信。配信時間約30分。
- 2010年4月20日～2013年2月19日（#281～#315）

毎月第3火曜日に更新（番組紹介ページ上では＃1からのリセットになっている）、配信時間約60分。

## 放送概要
- オープニングテーマ：「エンジェルルートフォー」（#1～#57）→「忘却のノスタルジア」(佐藤ひろ美)（#58～#?）→「」(#?～)
- エンディングテーマ：「忘れないで」（#1～）
- 全てのメール採用者の中から抽選で1名に商品が送られる。当初はアクエリカード1パックだったが現在はプレミアムフレームカードが贈呈される。

## コーナー
※各コーナーのうしろには「フェイズ」と表記される。
普通のお便りフェイズ
普通のお便りを紹介するコーナー。冒頭にその日行われたアクエリの対戦結果を報告する。
対戦フェイズ
「パーソナリティ本人デッキ対決」と「リスナーデッキ対決」を交互に配信。リニューアルに合わせてこのコーナーでは動画で配信される。
採用・勝利したデッキ考案者には素敵なカードがプレゼントされる。
ストーリーフェイズ
アクエリアンエイジのストーリーやキャラクターなどを紹介していくコーナー
アクエリの輪フェイズ
2010年4月開始。メンバー募集中のサークルや大会開催予定の店からの情報を募集。
インフォメーションフェイズ
アクエリの情報をパーソナリティ&アシスタントの4人が紹介する。隔週コーナー（「佳奈子のいぶし銀」、「詩夢の大人の階段登らせて」、現在は終了）が始まってからは以前のようなアフレコはなくなった。

## 過去のコーナー
罰ゲーム
＃57まではアクエリ対戦をして負けた方が番組冒頭で罰ゲームをしていた。（アクエリに費やす時間が番組収録より長いため、対戦自体の様子は放送されない）なお＃58以降もアクエリ対戦自体は継続中で、その週の対戦のうち注目の1戦のみ公式HP上の「アクエリバーリトゥード（仮）」でレポート(現在は終了)されている）。
また、毎回行われているリーグ対戦（回によっては普通のときもあり）で最下位になった人は通常の罰ゲームよりもきつい「ビック罰ゲーム」と言う罰ゲームをすることになる。
アクエリアカデミー
＃23までは「新エクスパンション開発室」。星座と組み合わせる単語を募集した（内容によっては商品化の可能性もあった）。
アクエリインフォメーション
アクエリアンエイジの最新情報を近藤と廣田が知らせる情報コーナー
カプリコンの女神
山羊座の女神様に言ってほしいことや聴いてほしいことを募集
アクエリ召喚インフォメーションフェイズ
＃58から現タイトル。なお、旧名：アフエリアンエイジ(仮)（#40 - #51）→アクエリ召喚実験室（#52 - #57）
「アクエリ」カードに勝手に声を当てるコーナー。声をあててほしいカード名を書いて送る。そのカードの声で「アクエリアンエイジ」の最新情報を読んでいくというコーナー。アクエリ公式HP（毎週火曜日更新）で4人が当てたカードのイラストが掲載されていた。
俺のアクエリ知識は世界一ィィィ!フェイズ
＃58 - ＃160まで。パーソナリティ4人がどれだけアクエリに詳しいかを披露するコーナー。アクエリのカード名のみをヒントに、カードの全体像を記憶と勘を頼りにして描く。アクエリ公式サイトでその週の4人の絵と正解イラストを見ることが可能だった。一番出来の悪かった人（基本的にひとりだが、まれに複数。4人ともまったくかすっていない場合は全員）には罰ゲームがある（何をやるかはリスナーより募集）。榎本はこのコーナーを苦手にしており、ほかの3人に比べてイラストの苦手さが表れている。また、伊東は絵は上手いがまったく的外れな絵を書くことが多々とありそれが原因で罰ゲームを受けたことがある。
佳奈子のいぶし銀 （隔週）
『これが渋い!』というものを紹介していく。
詩夢の大人の階段上らせて （隔週）
詩夢が大人になるためにはどうすればいいかをリスナーが答える。
ただ最近はコーナーの趣旨がどんどん変わっているようでそのことを伊東からつっこまれていた。
アクエリ川柳
アクエリに関した川柳を披露する。
めざせジャッジ!
＃161から開始。アクエリに関する基礎知識クイズにパーソナリティが挑戦する。

## 放送の歴史
2005年
- 廣田詩夢は3月まで現役高校生だったため定期テストなどの行事の都合でお休みする場合もあったが#15（1月7日放送分）以降は休まず出演している（近藤佳奈子だけが欠席だった週もあり）
- ＃20（2月11日放送分） 榎本がインフルエンザのため大事をとって欠席（番組スタッフのわぴこも同じ理由で欠席）。トーナメントにはカウントせず、前ルールのアクエリ対戦で罰ゲームを実行した（勝者は廣田）。番組にはディレクターのやまけんもパーソナリティ加わって進行した
  1. 41のアクエリ対戦（OP前に行われる）からはサーガIIIのデッキでプレイ。やまけんはこの週寝坊したため代役にブロッコリーのスタッフがプレイした
- OP挨拶では「ものども、うぃーっす!」、ED提供読み時は放送中盤辺りから必ず最後に「エンドです」と隼人が読むようになった（#失念）
- ＃41のアクエリ対戦は黒チーム（温子・佳奈子・メガネ）・白チーム（隼人・詩夢・やまけん）と分けて収録前に行われている
- ＃48（9月2日放送分） 『オマケフェイズ 温子と隼人のNG放送局』と題して音泉だけのオマケ放送が15秒組み込まれた
- ＃50（9月16日放送分） 「サーガIII新デッキ色別対決リーグ戦開催記念エキシビジョンマッチ」のアクエリ対決をいつもの収録前にやる予定が、隼人がデッキを忘れたという失態を招いた為、スタジオ（タブリエ）の外に出てスタッフ以外の人から1000円を借りるという罰ゲームが実行された（番組終了後返却）。なお、CM明け後にその行われた罰ゲームの様子が音声として流れた。隼人本人は「（貸してもらった会社の人以外の人が全く話を聞いていなかったので）恥ずかしかった」と語っていた
- ＃51（9月23日放送分、収録日が誕生日の日にあたる） 詩夢の19歳の誕生日を迎えた。音泉系番組では恒例である花束が渡される。花束に関してはサプライズだったためメンバーの3人も知らなかった
- 数週間前から決まっていた詩夢のビッグ罰ゲームL'Arc〜en〜CielのCDプレゼント（※）に応募が早速何通か届いた。これはラルクをどの程度知らないかをリスナーに書いてきて送るというちょっと違った応募条件方法である。同週では詩夢が「『ラルク・アン・シェル』じゃなくて『シエル』」とよくある読み間違われ方の説明をしたり、シングル（「Spirit dreams inside -another dream-」、「STAY AWAY」（初回限定盤）、「READY STEADY GO」）についてのアピールをした（#52(9月30日放送分)）

※内訳はシングル3枚、アルバム2枚。当選者には各曲の解説を詩夢が直筆で書いてくれる
- 前週のシングル編に続いて、#53（10月7日放送分）ではラルクのアルバム2枚を紹介
- 音泉リスナーには何度も聴く事になる当番組のスポンサーのブロッコリー木谷会長がゲスト出演。内容はアクエリアンエイジの番組なのに新カードゲーム『ディメンション・ゼロ』の宣伝を「ふつおたフェイズ」全部を使って話していた。またエンディングにて地上波のラジオ関西での放送が10月いっぱいで終了との告知がされた。尚、音泉ではパワーアップして放送が継続される（#54(10月14日放送分)）
- 前回（＃50）の失態に続き#55（10月21日放送分）で隼人は今度はデッキを無くしてしまったという失態を起こしたため、罰ゲームとして会社のフロアへ行ってハンコを3個以上集めてくるハメになった（ただし社長のハンコは必ずもらってくる）。ハンコをもらう時には「僕、ハンコを集めるのが趣味なんです。ハンコください」とだけしか言ってはいけない条件付ルールであった
- ラジオ関西での地上波放送終了。この週でL'Arc〜en〜CielのCDプレゼントの当選者発表がされた。当選者は5名で1枚ずつプレゼントという形にされた（＃56(10月28日放送分)
- ＃57（11月8日配信分） 同番組は毎週火曜日更新になり音泉のみの完全ネット放送に。この回は「Broccoli The Night」を外したこと以外はリニューアル前の準備放送のため通常で放送した。
- ＃58（11月15日配信分） 本格的にリニューアルされタイムテーブルが変更（オープニング部分の開始を「忘却のノスタルジア」に変更、新コーナーに「アクエリ召喚インフォメーション」、「俺のアクエリ知識は世界一ィィィ!」が開始）された。

2006年
- 1月8日に番組アシスタント争奪の座をかけた「アクエリ放送局アシスタント争奪戦～アクエリアンカーニバル2006」を開催。争奪の対象となる挑戦者は阿澄佳奈、井口裕香、亀岡真美（その他出場者：S(一般参加代表者)、榎本温子）で、もし佳奈子と詩夢が負ければ勝った挑戦者とアシスタント交代というルールだった。結果は感動と興奮に包まれた戦いの末、見事2人とも防衛を果たした。またその後は公開録音も実施されてイベントは大盛況に終わった。なお公開録音の模様は1月10日（#65）の中で配信された。
- 9月12日配信分 通算配信100回達成。

2007年
- 6月26日配信分 奇しくも配信する日に近藤佳奈子の（番組通算3回目の）誕生日が祝われた。その時に榎本から「佳奈ちゃんは何歳になったの」と聞かれたが、（多忙のせいか）なぜか自分の生年を忘れて思い出せず、伊東の歳（25歳）を聞いて「26歳になりました」とようやく思い出した（伊東本人は「俺より上（誕生日が早かった）か～」としみじみと語っていた）。
- 9月4日配信分 通算配信150回達成。

2008年
- 8月26日配信分 通算配信200回達成。その際に200回記念企画としてオリジナルドラマCDの制作が発表になった。この時点での仮タイトルは「マインドブレイカー隼」。

2009年
- 2月17日に更新予定であった配信が収録機材トラブルのため次週に延期。更新出来なかった原因は「制作を担当しているタブリエ・コミュニケーションズ株式会社にある」と公式サイトで説明されていた。[1]

2010年
- 3月30日 『アクエリ放送局』として最後の放送、同時に4月から音泉初の動画配信がされることを発表
- 4月20日 『アクエリTV』に改題され、月1回の配信になった代わりに動画配信が開始。

2013年
- 2月19日 『アクエリTV』最後の放送。

## 補足
- かつてこの番組は「Broccoli The Night」（2005年10月までラジオ関西で放送していた）の枠で放送されていた。
- BTNから外れた当時のタイムテーブル
  - ラジオトゥルーティアーズ るいと穂香の瑞鳳学園放送部(T_T)（26:30~27:00）
  - 佐藤ひろ美のコミデジ（27:00~27:30）
  - 水野良Produce りょーことゆーなの G☆A☆（27:30~28:00）

注）放送時間は地上波のラジオ関西
- 2005年11月頃から提供読みは伊東が読むようになり、締めには必ず「エンドです」と言っている（それ以前は榎本が読んでいた）。
- さらに最近は提クレ読み前に「30分1本勝負Ready fight!」と言うようになった。